# Videojocs de Jurassic Park
Després de l'anunci del llargmetratge el 1993 de Parc Juràssic, basat en la novel·la per Michael Crichton aclamada per la crítica, els desenvolupadors d'Ocean Software, BlueSky Software i Sega of America van ser llicenciats per produir videojocs a la venda coincidint amb l'estrena de la pel·lícula en les plataformes més importants de l'època.

## Jurassic Park(1993)

### Ocean Software
A mesura que la pel·lícula va ser estrenada, Ocean va publicar tres jocs molt diferents a Parc Juràssic optimitzats per a les diferents plataformes.
Jurassic Park publicat per a la NES i Game Boy amb nivells isomètrics amb aventures i acció, amb objectius diversos que segueixen al mateix temps la trama de la pel·lícula. Diversos nivells van ser els grans absents en la versió de Game Boy.

Una altra variació va ser la versió per a la Super NES vde Jurassic Park, que incorpora la jugabilitat isomètrica per a ambients exteriors, però també utilitza una perspectiva en primera persona com si estigués mirant a través d'un parell d'ulleres de visió nocturna per a ambients interiors. La versió per a la Super NES de Jurassic Park s'observa també per ser un dels pocs videojocs de Super Nintendo per incorpora quatre canals Dolby Surround. El jugador ha de completar diversos objectius per guanyar el joc i escapar de l'illa, així rengegar el sistema d'energia del parc i reiniciar els ordinadors principals, així com la recol·lecció d'ous de Velociraptor. La versió japonesa del joc de Super NES va ser publicada per Jaleco.
Les versions de Nintendo utilitza alguns elements de la trama de la novel·la. Per exemple, l'últim objectiu en el joc és eliminar el niu de Velociraptor amb granades de gas nerviós. Aquesta trama s'assemblava vagament la novel·la, en la qual Alan Grant, Ellie Sattler, Robert Muldoon i Donald Gennaro (en Muldoon no entra al niu dels raptors) visiten un niu de Velociraptors per comptar els ous, i tenen granades de gas (que no les usen) com a protecció.
Finalment es va llançar una versió de Jurassic Park per a PC: Sistema operatiu de disc i Amiga, que va incorporar elements de jugabilitat isomètrics i d'acció en primera persona, amb una millora notable en resolució i art gràfic en comparació amb les versions de consola.

### Sega
Es van publicar dos videojocs d'acció i plataformes de desplaçament lateral anomenats Jurassic Park, on un era per a la Mega Drive/Genesis i l'altre per la Game Gear i Sega Master System.
El videojoc de Mega Drive/Genesis, desenvolupat per BlueSky Software, es pot jugar en dues maneres, ja sigui com el Dr. Alan Grant o com el Velociraptor. El paper de cadascun proporciona a l'usuari una història alternativa i el disseny de nivells. El clímax del joc reflecteix el punt culminant no utilitzat en la pel·lícula, en la qual en Grant ha de derrotar a un parell de Velociraptors fent que l'esquelet del Tyrannosaurus rex del Centre de Visitants se'ls caigués a sobre. El final pels velociraptors és just a l'inrevés: el personatge del dinosaure ha de fer que l'estructura òssia s'esfondri colpejant les seves subjeccions. Una gran millora va ser l'ús d'un nou motor de joc i nou grafisme (com també s'utilitza l'art original), titulat Jurassic Park: Rampage Edition. En aquest, l'helicòpter d'en Grant (que s'acaba d'escapar del primer joc) s'estrella.
Les versions de la Sega Master System i Game Gear, desenvolupades al Japó, són molt diferents de la versió de la Sega Mega Drive/Genesis, que conté seqüències de rutes a través d'un jeep, i no tenen l'opció del velociraptor com a personatge jugable, només en Grant. Mentre que el joc seguia sent un joc de plataformes de desplaçament lateral, era completament diferent de la Sega Genesis/Mega Drive.

#### Mega-CD/Sega CD
Un joc clarament molt diferent també va ser llançat per a la Sega Mega-CD desenvolupat per Sega of America que era un videojoc d'aventures d'apuntar i clicar, amb un fort èmfasi en les seqüències d'acció que requereixen una fracció de segon. El joc consistia en la recollida d'ous de dinosaures a tot el parc a un temps real, un límit de temps de 12 hores, igual que a Prince of Persia. Es juga des d'una perspectiva en primera persona, donant al jugador una vista panoràmica de l'entorn, així com diverses eines per interaccionar-hi, i un trio d'armes per fer front als dinosaures que s'interposin en el seu camí. Com que cap de les armes (una pistola elèctrica, dards tranquil·litzants, i les granades de gas) van ser letals, cada situació és en la forma d'un trencaclosques disfressat de combat que requereix alguna cosa més que disparar per sobreviure. Aquest joc també es relaciona amb personatges i esdeveniments similars als llibres originals escrits per Michael Crichton.

#### Arcade/Recreatiu
Sega també va publicar un shooter en rail per les màquines recreatives sota el nom de Jurassic Park que va comptar amb les missions d'estil arcade que involucraven la protecció del seu vehicle per aconseguir els objectius que apareixien a la pantalla, en l'estil de Operation Wolf. L'estructura de la màquina s'assemblava a la part posterior d'un Ford Explorer i contenia pistons hidràulics per moure el seient d'acord amb l'acció sobre la pantalla. El jugador equipat amb un joystick ha de protegir el vehicle dels dinosaures que apareixen en pantalla. El joc combina poligons en tres dimensions i sprites en dos per donar la sensació de moviment. Aquest va ser el primer joc d'aquest gènere per incloure entorns 3D que va aplanar el camí per als títols de Sega, com més endavant el Virtua Cop que inclou entorns totalment en 3D. El joc va funcionar en el maquinari de Sega System 32.

## Èxit continu (1994)
Amb la pel·lícula publicada en VHS i l'alt nivell d'èxit assolit per la pel·lícula i els videojocs, es va ordenar una segona generació de jocs, limitats només a les dues plataformes més populars de l'última generació. Un joc d'arcade va ser llançat per separat dissenyat en un principi per coincidir amb el llançament de la pel·lícula, però va ser ajornat fins a l'any 1994, amb Sega; el desenvolupador comenta la falta de temps com la causa de la demora.
Ocean va desenvolupar un simple joc d'acció i plataformes de desplaçament lateral titulat Jurassic Park 2: The Chaos Continues basat en una història original de continuació de la pel·lícula. El joc va aparèixer en la SNES i Game Boy. La trama de la versió de la SNES es porta a terme un any després dels esdeveniments de la pel·lícula i tracta que el Dr. Alan Grant i el sergent Michael Wolfskin són enviats a l'illa Nublar per John Hammond per evitar que Biosyn (una companyia de genètica rival) robi els dinosaures de l'illa, mentre que la versió de Game Boy era una re-imaginació de la primera pel·lícula. La versió de SNES es va considerar dràsticament més forta que el seu predecessor.
Universal Interactive també va donar a conèixer el Jurassic Park Interactive al malmès sistema 3DO. Era l'únic videojoc de Jurassic Park amb elements de rol i tenia una interfície simulada de PC. El videojoc proporciona elements de FMV protagonitzat en semblança (de major o menor grau) als personatges principals.

## The Lost World: Jurassic Park(1997)
Per coincidir amb The Lost World: Jurassic Park, la segona pel·lícula de la saga, l'estudi DreamWorks va utilitzar la seva companyia de programari intern, DreamWorks Interactive per crear el seu propi videojoc.
Van llançar The Lost World: Jurassic Park, un joc de plataformes de desplaçament lateral, però retratat en un entorn totalment en 3D per a la PlayStation i Sega Saturn per Electronic Arts. El joc proporcionava cinc personatges jugables a través de molts camins lineals que s'enfronten en més de 20 dinosaures diferents. Una versió basada en sprites va ser portada a la Game Boy Color gràcies a Torus Games. A causa de la gran quantitat d'animació de cada un dels dinosaures posseïen, els controls eren imprecisos i saltar i atacar era difícil. Els jugadors també es van queixar que no hi havia nivells suficients amb el Tyrannosaurus rex. Aquests factors van fer que EA aprengués de l'error i llançés una edició especial de The Lost World per la PlayStation, la més equilibrada, però no eliminen del tot, els errors anteriors.
Una altra versió va ser desenvolupat per Appaloosa Interactive i publicat per Sega per a la Mega Drive/Genesis. Jugat des d'una vista aèria, els nivells de joc que figuren units per quatre àrees a l'Illa Sorna, i també contenia quatre nivells en cadascuna. També hi havia disponible vehicles, un gran nombre de dinosaures, els gràfics excel·lents per a l'edat de la consola, i un sistema GPS utilitzat per a objectius de la missió i un mapa.
També hi va haver una versió de Sega per la consola portàtil de Sega Game Gear, només publicat a l'Amèrica del Nord.
Una versió desenvolupada per Tiger Electronics va ser llançat en la curta vida de la consola portàtil, Game.com.

També va ser llançat el Jurassic Park: Chaos Island, un videjoc d'estratègia en l'estil de la saga Command & Conquer per al PC. Cal assenyalar que algunes de les escenes representades en el joc no són paral·leles a la pel·lícula. InGen està intentant encobrir els fets per matar a qualsevol cosa amb escales a l'illa, amb els quals se suposa que estan morts prenent preferència sobre els que encara estan vius. El repartiment continua sent la mateixa que en la pel·lícula en termes de personatges, per exemple, Ian, Sarah, i la Eddie. No obstant això, les seves missions són ara dirigides per Hammond. Una altra discrepància és que l'assortiment habitual dels dinosaures no són els únics enemics que s'enfronten, en el joc hi ha mercenaris de InGen en diverses ocasions, i al final de la pel·lícula no és una aliança mutua basat en el fet que cap dels grups volen morir. En el joc, però, no hi ha treva i els mercenaris tenen clarament més equip del que hi ha a la pel·lícula. A més dels grups errants de mercenaris a peu, també fan ús de més de 20-30 Jeeps i tancs.
Es va llançar també un videojoc recreatiu The Lost World: Jurassic Park per Sega, i va fer ús del poderós maquinari Model 3.
El 1998 es va llançar un videojoc d'acció en primera persona per a PC anomenat Jurassic Park: Trespasser, considerat com una continuació de la pel·lícula digital The Lost World. El joc era molt ambiciós i comptava amb un dels primers motors a gran escala de la física en un joc d'acció. El promotor va ser empès per l'editor per enviar a coincidir amb el llançament en VHS de "El món perdut" si estava llest o no. Aquests elements destinats al disseny del joc planificats van ser deixats de costat, com també molts errors, alguns dels principals, encara romanien en el joc. Com a conseqüència, els jugadors van sentir que el joc era maldestre i incòmode de jugar, i el joc no va rebre una bona crítica. L'alliberament anticipada obligatòria també va causar que el joc rebés males qualificacions per requerir maquinari de PC massa potent per aconseguir altes freqüències de quadre, el sistema de la física del joc també no s'ocupa d'aconseguir major velocitat de fotogrames, així, actuant en el seu millor moment entre 20-30 quadre per segon, i cada vegada més erràtic amunt i avall. Els jugadors que instal·laven el joc en un sistema modern sovint el trobaven inutilitzable, ja que la combinació de massa potència de maquinari (el joc no té la programació per limitar adequadament el seu comportament en situacions d'alta taxa de bits) i les anomalies gràfiques (per l'ús intensiu de rutines de programació del que ara és obsolet, DirectX 5 i 6) per realitzar una experiència de joc molt satisfactòria. Però després d'uns pocs anys, el joc va rebre una gran comunitat de modding anomenada Trescom, que va publicar molts pegats i actualitzacions de gràfics per descarregar en els seus fòrums.
El 1999, sortia un altre títol de PlayStation, el Warpath: Jurassic Park, un joc de lluita de consola en l'estil de Tekken i Primal Rage, llançat per DreamWorks Interactive com una mena de seguiment en un estil similar a l'original joc de plataformes. El joc amb 14 dinosaures de lluita diferents, encara que al voltant de la meitat d'ells eren en "malles" (un nou model d'animació sobre un marc de duplicat) amb resultats mixtos. Els escenaris reflecten les escenes de les dues pel·lícules, decentment detallats i destructibles. El joc va rebre crítiques mixtes, aplaudint als dinosaures, però criticar els controls lents i (per al sistema) gràfics excessivament complexos, el que va provocar una considerable tensió i problemes amb els polígons sobre els processadors de la PS1. El realisme del dinosaure també és molt exagerat, i molts dels dinosaures podien saltar directament a l'atmosfera sense problemes.

## Jurassic Park III(2001)
Coincidint amb la tercera pel·lícula de la sèrie, Jurassic Park III — la primera pel·lícula que no es basa en les novel·les de Michael Crichton i no dirigida per Steven Spielberg — es va vendre una sèrie d'objectes de merchandising relacionats amb el programari per al PC, Arcade i Game Boy Advance.
Un joc de plataformes de desplaçament lateral destinada principalment a un públic més jove va ser posat en llibertat, titulat Jurassic Park III: Dino Defender, i el seu acompanyament Jurassic Park III: Danger Zone!, desenvolupat i publicat per Knowledge Adventure per a PC. El joc posseïa una atmosfera de gràfics més brillants i lleugers que els jocs de plataformes anteriors de la sèrie.
Un joc d'acció en 3D titulat Jurassic Park III: Scan Command, es va desenvolupar i publicar per Vivendi Universal Games per a PC. Aquest joc ve amb un lector de codi de barres com accessori que es va utilitzar per escanejar codis de barres que van ser convertits després a seqüències d'ADN en el videojoc. La trama era força estranya per a una història de Jurassic Park. Es va girar al voltant d'un malvat científic en InGen en fer-se càrrec del parc amb un exèrcit de dinosaures i clons de persones anomenades Primos que van ser recreats a partir d'una antiga tribu que alguna vegada van residir a l'illa i es va referir als dinosaures com els "grans protectors". En el joc, hi ha un grup de nens que intenten salvar el parc dels dinosaures que poden ser controlats per un transmissor de ràdio que envia ordres als dinosaures per lluitar contra el científic malvat. Les seqüències d'ADN s'utilitzen per a modificar dinosaures del jugador. El jugador controla diversos dinosaures, i emet ordres en temps real durant les baralles.
Es va fer també una màquina recreativa amb pistola de llum sota el nom de Jurassic Park III, aquesta vegada publicat per Konami, i disposa d'un sistema sensor de moviment similar a la de Police 911.
Es van publicar diversos videojocs per la Game Boy Advance:
- Jurassic Park III: Island Attack va ser desenvolupat per Mobile21, publicat per Konami Corporation, i estrenat abans de la primera projecció de la pel·lícula. El joc és un videojoc d'acció i aventures isomètric, on es juga amb el Dr. Alan Grant tractant d'escapar de l'illa en aconseguir el rescat travessant els 8 entorns diferents. El joc permet al jugador triar de lluitar amb els enemics que es troben, o recollir i utilitzar objectes per destruir-los. Els nivells eren també considerablement llargs i durs.
- Jurassic Park III: The DNA Factor va ser llançat en el 30 de juliol per coincidir amb l'alliberament de Jurassic Park III. Ha estat desenvolupat per Konami Computer Entertainment Hawaii i va és un videojoc de plataformes de desplaçament lateral amb trencaclosques amb moltes solciones diferents possibles. El joc et permet triar entre un fotògraf professional o un pilot d'avió per buscar en l'illa l'ADN dels dinosaures que apareixen a la saga de Jurassic Park. Cada nivell implica la lluita contra dinosaures durant la recerca de tot l'ADN per trobar la sortida. Després, utilitzant l'ADN recollit, s'ha de crear correctament les diferents espècies de dinosaures, que es converteixen cada vegada més complexes a mesura que progressa joc.
- Jurassic Park III: Park Builder va ser publicat el 30 de setembre per Konami Computer Entertainment. El joc funciona igual que molts Sim o videojocs de ser déu, com el SimCity i Theme Park World on l'usuari veu el joc des d'una perspectiva omnipotent adaptant un parc d'atraccions virtual, que inclou la construcció de muntanyes russes, botigues, rides, shops, punts de venda de menjar i edificis relacionats amb dinosaures.
- Anunciat el 2001, Jurassic Park: Survival va ser un videojoc d'aventures en tercera persona per Savage Entertainment per la PlayStation 2. Això no obstant, a causa dels conflictes amb Vivendi Universal sobre els pagaments, el títol va ser cancel·lat.
- Jurassic Park III: Danger Zone! va sortir el 29 de juny de 2001. En aquest joc es pot jugar en mode individual o multijugador. S'ha de recollir d'ADN de InGen al Parc Juràssic, i, finalment, crear un dinosaure en el final.
- Actualment hi ha un munt de rumors a Internet que descriuen un "Lego Jurassic Park", en el tema de Lego Star Wars i Lego Indiana Jones, com el proper joc de Jurassic Park.

Jurassic Park III: Dinosaur Battles (PC): Va ser un joc on es van perdre un grup d'adolescents a l'Illa Sorna en una expedició liderada per Harrison Manly per veure la fauna a la Reserva Natural de Casablanca. No obstant això, Manly decideix no utilitzar un mapa i es fereix. Molt aviat són atacats per un dinosaure. Els nens es dispersen al voltant de l'illa i en Manly en fuig en una barca motoritzada. El jugador pren el control d'un agent del govern o l'empresa desconeguda. Es navega per l'illa amb un Dino-voc, un dispositiu similar a l'escàner, en el qual controles el teu dinosaure. Es camina per l'illa en rescat dels fills dispersos mentre s'enfronta als dinosaures controlats pel mateix científic malvat que ha construït l'escàner. També es trobarà nous dinosaures, quan s'avança al següent món (part de l'illa). Els dinosaures creixen cada vegada més difícilment. Amb el temps hi ha disponible el Velociraptor (dinosaure original al principi), Stegosaurus, Triceratops, Ankylosaurus, Tyrannosaurus i el Spinosaurus. Knowledge Adventure va produir el joc. També va aparèixer una altra versió del joc sense el nom de Jurassic Park i algunes escenes més, va ser creat per Knowledge Adventure i Jump-Start.

## Universal Studios Theme Parks Adventure(2001)
El 2001, Universal Studios Theme Parks Adventure va ser llançat per a la Nintendo GameCube. Basat en moltes de les atraccions dels parcs temàtics d'Universal, els jugadors prenen el control d'un home amb pistola que ronda pel parc i es defensa dels velociraptors, ramats de Triceratops i Tyrannosaurus. Un cop finalitzat cada nivell, es desbloquejava i estava disponible per tornar-lo a començar tantes vegades com es vulgui (però, molts dels jocs tenien aquesta característica) i també es podia comprar sabates per al T. Rex, que podrien sacsejar el terra en caminar.

## Jurassic Park: Operation Genesis(2003)
El març del 2003, Vivendi Universal Games va publicar un videojoc desenvolupat per l'empresa australiana Blue Tongue Entertainment molt similar a Jurassic Park III: Park Builder. El joc titulat Jurassic Park: Operation Genesis permet a l'usuari crear el seu propi Jurassic Park amb 25 tipus de dinosaures i una multitud d'edificis, botigues i atraccions. El joc va ser llançat per la Xbox, PlayStation 2 i PC. Aquest joc és similar al famós videojoc de simulació, Zoo Tycoon. El comportament dels dinosaures va ser investigat amb més detall que els seus predecessors, el Jurassic Park Institute va ajudar en aquesta tasca.

## Nova Generació (2010-Actualitat)
L'agost del 2010, Gameloft va llançar un joc per a mòbils basat en la franquícia de Jurassic Park.
Es va llançar un nou videojoc episodic de la franquícia de Jurassic Park desenvolupat per Telltale Games en un acord amb NBC Universal, originalment per ser llançat a l'abril de 2011 però es va retarlar. El Jurassic Park: The Game va ser finalment alliberat el 15 de novembre amb tots els episodis al mateix temps per a Xbox 360, PS3, PC i Mac. El joc es va fer disponible per pre-reserva a GameStop i altres botigues de jocs.
Ha estat recentment anunciat un nou joc de Facebook que està basat en la franquícia de Parc Juràssic.